# San Serapio (Zurbarán)
San Serapio es un cuadro de Francisco de Zurbarán realizado en 1628. Compone el número 8 en el catálogo razonado y crítico, realizado por la historiadora del arte Odile Delenda, especializada en este pintor.

## Tema de la obra
San Serapio (1179-1240) después de participar en las cruzadas, participó en la Reconquista, en las filas de Alfonso VIII. Allí conoció a San Pedro Nolasco, ingresando en orden religiosa católica de los mercedarios en 1222. Los religiosos mercedarios se comprometían a dar su vida a cambio del rescate de los cautivos. Participó en varias redenciones, en la última de las cuales se quedó como parte de pago para la liberación de algunos cautivos, pero el dinero para su rescate no llegó a tiempo.
El 14 de noviembre de 1240. fue martirizado por los sarracenos, quienes le ataron a una cruz en forma de aspa y arrancaron los intestinos; luego le cortaron las extremidades y parte del cuello. Es protomártir de la orden mercedaria. Zurbarán firmó un contrato, en 1628, con los religiosos del convento de Nuestra Señora de la Merced Calzada y fue entonces cuando pintó a San Serapio.

## Análisis de la obra
- Pintura al óleo sobre lienzo; 120,2 x 104 cm;[3]
- Datación: 1628;
- Firmado y fechado sobre una cartela en la parte central-derecha: Fran.co de Zurbaran fabt/1628.[4]
- En la mencionada cartela el santo aparece como beato: B.Serapius

Zurbarán quiso representar el horror de martirio sin que en la composición se viera ni una gota de sangre. Aquí no se intuye el ensueño divino que precede a la Resurrección. La boca entreabierta no deja escapar ni un grito de dolor, demuestra el abatimiento paroxístico, dice en un soplo, simple y terriblemente, que ya es demasiado para seguir viviendo. La gran capa blanca, casi un trampantojo, ocupa la mayor parte del cuadro. Si se hace abstracción del rostro, la relación entre la superficie total y la de este gran espacio blanco es, exactamente, el número áureo.
El pintor trata de provocar la empatía. El San Serapio de Zurbarán nos ofrece la manifestación sensible de un alma que abandona la vida al mismo tiempo que él se abandona también, al no encontrar ya la razón por la que existir. Una obra sanguinolenta no nos habría mostrado más que el grado de maldad de los torturadores y su complacencia.

## Procedencia
1. Sevilla, Convento de la Merced Calzada, sala “De Profundis”;
2. Sevilla, depósito del Alcázar, 1810, sala n.º 7, n.º 227 (?);
3. Sevilla, colección Julián Williams, agente consular de Gran Bretaña;
4. Londres, colección Richard Ford, 1832; Londres, venta Rainy, 9 de junio de 1836, lote n.º 33;
5. vendido  a Sir Montague John Cholmeley (5,10 £); Easton Hall, Grantham (Inglaterra);
6. colección Cholmeley; Nueva York, David Koetser Gallery, 1947;
7. depositado en el Art Institute de Chicago;
8. Wadsworth Atheneum de Hartford, 1951.[4]